# Francis Creek
Francis Creek est un village du comté de Manitowoc, dans l'État du Wisconsin, aux États-Unis. En 2020, il comptait une population de 659 habitants.